# Moisson (Daubigny)
Pour les articles homonymes, voir Moisson.
Moisson est une peinture à l'huile sur toile d'un des peintres de l'École de Barbizon, Charles-François Daubigny. Elle a été achevée en 1851 et est conservée au Musée d'Orsay, à Paris.